# Gelatinobromur
El gelatinobromur és un preparat de gelatina i bromur d'argent, molt sensible a la llum, que dona nom a un procediment fotogràfic desenvolupat l'any 1871 per Richard Leach Maddox i millorat l'any 1878 per Charles I. Bennett, que va acabar desplaçant al col·lodió humit a partir de l'any 1882.
En els seus inicis, aquest procés consistia a emprar una placa de vidre sobre la qual s'estenia una solució de bromur de cadmi, aigua i gelatina sensibilitzada amb nitrat d'argent. Aquesta placa no calia que es mantingués humida constantment, de manera que es posava fi a un dels grans inconvenients del col·lodió humit.
Millorant la sensibilitat del gelatinobromur i deixant assecar durant més temps la placa emulsionada, Charles I. Bennett va aconseguir rebaixar el temps d'exposició a centèssimes segon, acostant-se així al concepte d'instantània fotogràfica.
Les plaques seques al gelatinobromur d'argent es fabricaven en indústries i es comercialitzaven en caixes. Per carregar-les al xassís de la càmera, s'havien de manipular en una cambra fosca, tan sols il·luminada amb una llum vermella i feble, per a evitar que es velessin. Un cop exposades, es podien revelar sense presses, fins a dies després, en tornar dels viatges. Un dels principals fabricants de plaques seques va ser A. Lumière & ses fils, de Lió (França), que va rebre grans premis entre les dècades de 1889 i 1900. A banda de la societat Lumière, altres destacats fabricants van ser Guilleminot & Cie. i Agfa.
A finals del segle xix, es va començar a emprar el bromur d'argent per a sensibilitar el paper, convertint-se en el tipus de paper fotogràfic més utilitzat durant el segle xx.
La implantació d'aquest mètode va suposar la culminació de l'invent de la fotografia, quedant bàsicament constituïda fins a l'aparició de la fotografia digital.